# Castelló d'Empúries (ort)
Castelló d'Empúries är en ort i Spanien.   Den ligger i kommunen Castelló d'Empúries i provinsen Província de Girona och regionen Katalonien, i den östra delen av landet, 600 km öster om huvudstaden Madrid. Castelló d'Empúries ligger 15 meter över havet. Antalet invånare i kommunen är 12 111.
Terrängen runt Castelló d'Empúries är huvudsakligen platt, men åt nordost är den kuperad. Havet är nära Castelló d'Empúries åt sydost. Närmaste större samhälle är Figueres, 9,3 km väster om Castelló d'Empúries. Trakten runt Castelló d'Empúries består till största delen av jordbruksmark.